# Lee Dong-woon
Lee Dong-woon est un footballeur international nord-coréen évoluant au poste de milieu de terrain. Il participe à l’épopée nord-coréenne lors de la Coupe du monde 1966, achevée en quarts de finale contre le Portugal.

## Biographie
Joueur du club de Rodongja SC, Lee est sélectionné par Myung Rye-hyun afin de participer à la phase finale de la Coupe du monde 1966 en Angleterre. Il va disputer deux rencontres : le deuxième match de poule, conclu sur un nul 1-1 face au Chili et le quart de finale contre le Portugal. Lee Dong-woon va se signaler dans ce match en marquant le deuxième but nord-coréen à la 22e minute de la rencontre, portant le score à 2-0. La rencontre tourne finalement à l'avantage des Lusitaniens, qui s'imposent cinq buts à trois, grâce notamment à un quadruplé d'Eusebio.
Lee Dong-won va également participer à la campagne de qualification pour la Coupe du monde 1974 en Allemagne, disputant quatre des six rencontres du premier tour de poule, qui réunit la Corée du Nord, l'Iran, le Koweït et la Syrie. Les Chollimas finissent à la troisième place du groupe, une performance insuffisante pour poursuivre leur parcours dans ces éliminatoires.